# بدون سنگ
بدون سنگ (به انگلیسی: Stone Free) ترانه‌ای از جیمی هندریکس و اولین ترانه‌ایست که او نوشته است. گروه سبک سایکدلیک راک جیمی هندریکس در ابتدا این ترانه را در دسامبر ۱۹۶۶ به صورت ترانه پشتی اولین تک‌آهنگشان، آهای جو منتشر کردند. در دسامبر ۱۹۶۹ ترانه بدون سنگ دوباره به صورت تک‌آهنگ در ایالات متحده منتشر شد که ترانه پشت آن اگر ۶ بود ۹ نام داشت. این ترانه از معدود ترانه‌هایی است که هندریکس در کوک استاندارد نواخته است. این ترانه در یک شب و ظاهراً پس از یک مجلس نوازندگی در لندن، نوشته شده است. تعدادی خواننده دیگر هم این ترانه را بازخوانی کرده‌اند.